# Harald Mittelsdorf
Harald Mittelsdorf (* 24. Mai 1950 in Saalfeld) ist ein deutscher Archivar und Historiker.
Harald Mittelsdorf studierte an der Fachschule für Archivwesen in Potsdam Archivwissenschaft und übernahm 1974 das Firmenarchiv des VEB Pumpspeicherwerke – Sitz Hohenwarte. Von 1980 bis 1985 studierte er im Fernstudium Geschichte an der Humboldt-Universität zu Berlin mit dem Abschluss als Diplom-Historiker. 1991 erfolgte die Promotion an der Humboldt-Universität.
Von 1991 bis 2015 leitete Mittelsdorf die Parlamentsdokumentation und das Archiv in der Verwaltung des Thüringer Landtags in Erfurt.
Er publiziert schwerpunktmäßig zur Parlaments- und Verfassungsgeschichte Thüringens sowie zur Geschichte der Saaletalsperren. Von 1991 bis 2015 betreute er die Reihe „Schriften zur Geschichte des Parlamentarismus in Thüringen“.

## Werke (Auswahl)
- Die Geschichte der Saale-Talsperren (1890–1945), Jena 2007, ISBN 978-3-939718-03-1.
- (Red.): Die vergessenen Parlamente. Landtage und Gebietsvertretungen in den Thüringer Staaten und Gebieten 1919 bis 1923 (= Schriften zur Geschichte des Parlamentarismus in Thüringen. Bd. 19). Herausgegeben vom Thüringer Landtag. Rudolstadt u. a. 2002, ISBN 3-89807-038-7.
- (Red.): Parlamente und Parlamentarier Thüringens in der Revolution von 1848/49 (= Schriften zur Geschichte des Parlamentarismus in Thüringen. Bd. 11). Herausgegeben vom Thüringer Landtag. Weimar 1998, ISBN 3-86160-511-2.
- (Red.): Thüringische Verfassungsgeschichte im 19. und 20. Jahrhundert (= Schriften zur Geschichte des Parlamentarismus in Thüringen. Bd. 3). Herausgegeben vom Thüringer Landtag. Jena 1993, ISBN 3-86160-503-1.